# Condado de Włodawa
Condado de Włodawa (polaco: powiat włodawski) é um powiat (condado) da Polónia, na voivodia de Lublin. A sede do condado é a cidade de Włodawa. Estende-se por uma área de 1256,27 km², com 40 430 habitantes, segundo o censo de 2005, com uma densidade de 32,18 hab/km².

## Divisões admistrativas
O condado possui:
Comunas urbanas: Włodawa
Comunas rurais: Hanna, Hańsk, Stary Brus, Urszulin, Włodawa, Wola Uhruska, Wyryki
Cidades: Włodawa

## Demografia
População (dados de 30 de Junho de 2005):
|          | Total   | Total | Mulheres | Mulheres | Homens  | Homens |
| -------- | ------- | ----- | -------- | -------- | ------- | ------ |
|          | pessoas | %     | pessoas  | %        | pessoas | %      |
| Total    | 40 430  | 100   | 20 483   | 50,7     | 19 947  | 49,3   |
| Cidades  | 13 758  | 100   | 7092     | 51,5     | 6666    | 48,5   |
| Povoados | 26 672  | 100   | 13 391   | 50,2     | 13 281  | 49,8   |